# 五股泉乡
五股泉乡是中华人民共和国内蒙古自治区乌兰察布市兴和县下辖的一个乡。
2012年1月20日，内蒙古自治区人民政府批复同意分別从大库联乡、民族团结乡划出部分区域，设置五股泉乡，辖号欠、小井子、五股泉、白脑包、穆家湾、蝠沟、薛家洼、西营子、头号、石湾子、宏图湾、官子店12个村，乡人民政府驻白脑包。

## 行政区划
五股泉乡下辖以下村级行政区划单位：
五股泉村、白脑包村、穆家湾村、号欠村、小井子村、西营子村、蝠沟村、薛家洼村、头号村、石湾子村、宏图湾村和官子店村。